# Thagria fijianus
Thagria fijianus är en insektsart som beskrevs av Henry Fairfield Osborn 1934. Thagria fijianus ingår i släktet Thagria och familjen dvärgstritar. Inga underarter finns listade i Catalogue of Life.